# Juan Martínez
Juan Martínez Brito (Guanabacoa, 17 maggio 1958) è un ex discobolo cubano.

## Palmarès
| Anno | Manifestazione      | Sede       | Evento           | Risultato | Misura  | Note |
| ---- | ------------------- | ---------- | ---------------- | --------- | ------- | ---- |
| 1983 | Giochi panamericani | Caracas    | Lancio del disco | Bronzo    | 61,70 m |      |
| 1983 | Mondiali            | Helsinki   | Lancio del disco | 7º        | 64,26 m |      |
| 1985 | Universiadi         | Kōbe       | Lancio del disco | Bronzo    | 63,02 m |      |
| 1991 | Giochi panamericani | L'Avana    | Lancio del disco | Bronzo    | 63,52 m |      |
| 1991 | Mondiali            | Tokyo      | Lancio del disco | 23º       | 59,98 m |      |
| 1992 | Olimpiadi           | Barcellona | Lancio del disco | 6º        | 62,64 m |      |